# Nautilocalyx melittifolius
Espèce
Nautilocalyx melittifolius est une espèce de plantes à fleurs de la famille des Gesneriaceae, endémique des Petites Antilles.

## Synonymes
- Besleria melittifolia  L.
- Chrysothemis melittifolia (L.) G. Don
- Episcia melittifolia (L.) Mart.
- Skiophila melittifolia (L.) Hanst.

## Répartition
Guadeloupe,  Barbade